# Conde de Trastâmara

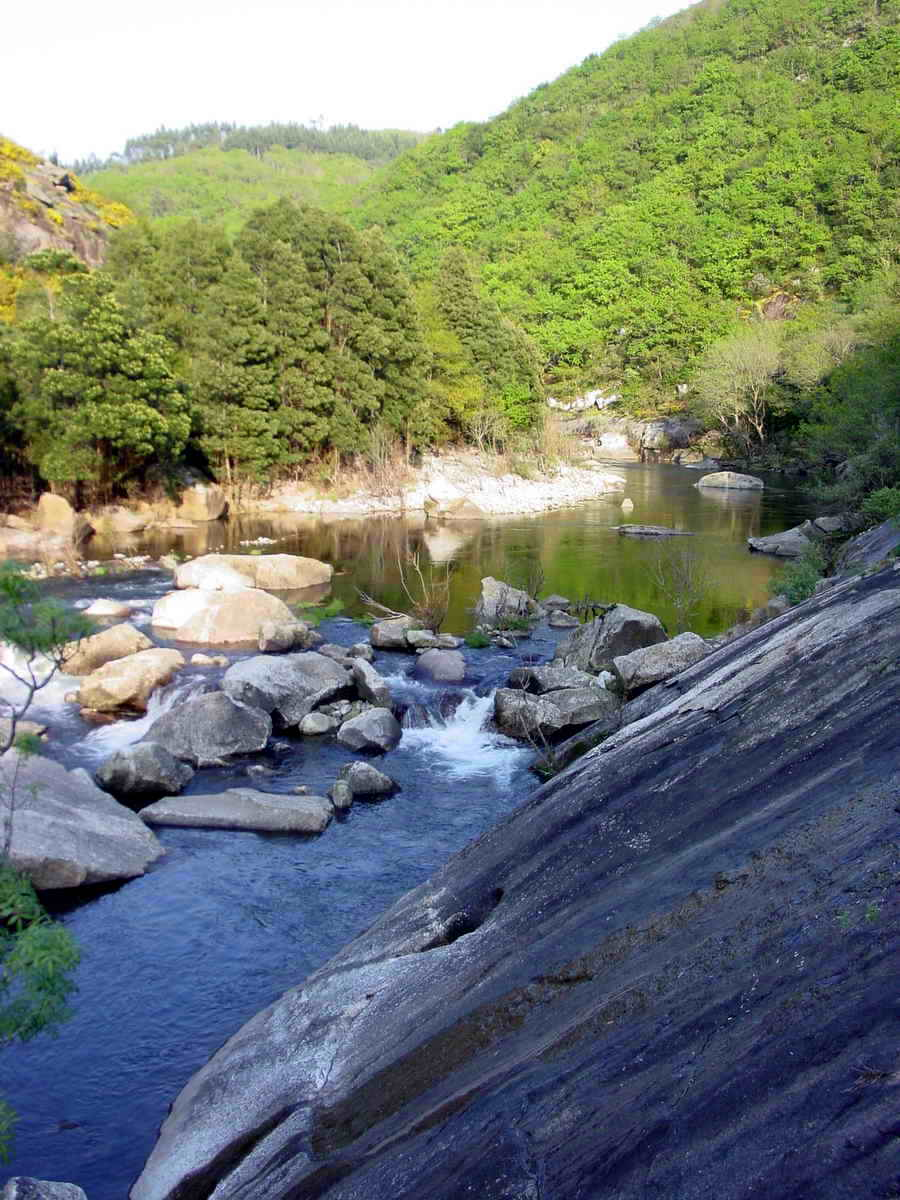
Cascata no Rio Tambre, 2005.

O título de Conde de Trastâmara foi um título outorgado como dignidade em diversas ocasiões (usou-o, por exemplo, Henrique de Trastâmara, antes de ascender ao trono real como Henrique II de Castela) até que foi concedido por João II de Castela com caráter hereditário a Pedro Álvarez Osorio em 1445 e segue associado à família dos Osorio de Vilalobos.
No documento de concessão dizia:
| “ | ... fagoos merced por juro de heredat para siempre jamas de las tierras de Trastámara e Trava, que son del Condado de Trastámara en el dicho reino de Galicia. | ” |

As terras de Trastâmara (Trans Tameris) estão entre o rio Tambre e o mar.